# Хшановиці (Серадзький повіт)
Хшановиці (пол. Chrzanowice) — село в Польщі, у гміні Блашки Серадзького повіту Лодзинського воєводства.
Населення — 213 осіб (2011).
У 1975-1998 роках село належало до Серадзького воєводства.

## Демографія
Демографічна структура станом на 31 березня 2011 року:
|          | Загалом | Допрацездатний вік | Працездатний вік | Постпрацездатний вік |
| -------- | ------- | ------------------ | ---------------- | -------------------- |
| Чоловіки | 111     | 24                 | 75               | 12                   |
| Жінки    | 102     | 16                 | 65               | 21                   |
| Разом    | 213     | 40                 | 140              | 33                   |